# Hämodialyse-Dysäquilibrium
Das Hämodialyse-Dysäquilibrium (auch Dialyse-Dysäquilibrium-Syndrom oder Erstdialyse-Syndrom und kurz Dysäquilibriumsyndrom) ist eine während einer Hämodialyse auftretende Komplikation. Bei der Hämodialyse werden dem Blut schnell Substanzen entzogen (z. B.: Harnstoff, NaCl), die unter anderem osmotisch wirksam sind.
Durch die Absenkung der Konzentration im Blut entsteht ein Konzentrationsgefälle zu den anderen Körperkompartimenten, so dass über Diffusion entsprechende Substanzen ins Blut übertreten können und ausgewaschen werden. Eine Besonderheit unter den Kompartimenten stellt das Zentrale Nervensystem dar, welches durch die Blut-Hirn-Schranke umgeben und vor dem Übertritt toxischer Metaboliten und anderer endogener und exogener neurotoxischer Substanzen geschützt ist. An der Blut-Hirn-Schranke findet nur eingeschränkt und verzögert Diffusion statt. Wird bei extrem hohen Konzentrationen osmotisch wirksamer Substanzen im Blut deren Konzentration zu schnell gesenkt, tritt ein Konzentrationsgefälle auf, das an der Blut-Hirn-Schranke nicht rechtzeitig durch Diffusion zur Blutseite hin ausgeglichen werden kann. Es wird ein osmotischer Gradient aufgebaut, welcher dazu führt, dass die Konzentration im Hirn durch „Verdünnung“ gesenkt wird, d. h., es wird Wasser eingelagert und ein Hirnödem ausgebildet.
Die Folgen sind im Näheren unter Symptome aufgezählt. In schweren Fällen kann dies zum Koma oder sogar zum Tod führen.
Derselbe Effekt tritt auch bei exzessivem Alkoholkonsum auf.
In der Praxis ist das Hämodialyse-Dysäquilibrium eher selten geworden (0,5 % der Dialysepatienten). Moderne Dialysegeräte gewährleisten dies durch empfindliche Überwachungseinrichtungen.

## Symptome
- Bewusstseinsstörungen
  - Agitiertheit
  - Reizbarkeit
  - Somnolenz
- Blutdruckabfall
- Epileptische Anfälle
- Erbrechen
- Kopfschmerzen
- Muskelkrämpfe (beginnend in den Waden)
- Übelkeit